# Бугаєвський Ярослав Вікторович
Яросла́в Ві́кторович Бугає́вський (нар. 11 квітня 1998 — 12 вересня 2018) — молодший сержант Збройних сил України, учасник російсько-української війни.

## Життєпис
Народився 1998 року у місті Шостка (Сумська область). Закінчив ЗОШ № 12 міста Шостка; навчався в Хіміко-технологічному коледжі імені Івана Кожедуба. Займався в Шосткинському міському дитячо-юнацькому клубі фізичної підготовки «Патріот», КМС, коричневий пояс з айкібу-до. Не закінчивши навчання, пішов військову службу за контрактом; молодший сержант, розвідник-номер обслуги 13-го батальйону «Чернігів-1» 58-ї бригади.
11 вересня 2018-го зазнав множинних осколкових поранень під час обстрілу поблизу Майорська. Своєчасно був евакуйований, але поранення виявились несумісними з життям, вночі 12 вересня помер у лікувальному закладі.
14 вересня 2018 року похований на Лазаревському кладовищі Шостки.
Без Ярослава лишились мама і троє братів.

## Нагороди та вшанування
- указом Президента України № 411/2018 від 5 грудня 2018 року «за особисту мужність і самовіддані дії, виявлені у захисті державного суверенітету та територіальної цілісності України, зразкового виконання військового обов'язку» — нагороджений орденом «За мужність» III ступеня (посмертно)[1]
- нагороджений Почесним знаком «За вірність присязі» (посмертно).
- Почесний громадянин Шосткинської міської територіальної громади[2].
- в Шостці відкрито меморіал; на ньому зазначено й ім'я Ярослава Бугаєвського[3]